# Tropo (liturgia)
Il tropo (tropus in latino, dal greco τρόπος, "cambio") è l'ampliamento di un brano liturgico dato, attraverso l'inserimento di un testo o di una melodia. Solitamente i brani oggetto di tropatura erano quelli della messa della Chiesa cattolica di rito romano, che servivano a dare una forma particolarmente solenne a determinati elementi della liturgia, per esempio all'ingresso del celebrante. I tropi ebbero presto formazione e vita autonoma, testimoni di una esigenza di rinnovamento delle forme liturgiche; dal IX al XIV sec. ne furono scritti circa 5000.
Questo processo, fiorito soprattutto nei primi decenni del IX secolo, oltre a riscuotere una notevole popolarità ebbe una rimarchevole rilevanza nella storia della musica occidentale e della liturgia. Dal punto di vista letterario ha una scarsa importanza, ma col passare dei secoli queste composizioni hanno lasciato l'ambito liturgico e religioso per affrontare temi profani, dando origine alla poesia dei trovatori.

## Storia
La liturgia romana si è costantemente evoluta. L'ampliamento del repertorio musicale fino al IX secolo si è limitato ad aggiungere nuovi brani a quelli tradizionali, rispettandone le connotazioni peculiari. I testi sono esclusivamente biblici, ad eccezione degli inni, e gli stili musicali restano fedeli alla tradizione, mantenendo una loro omogeneità.

Nell'VIII secolo nasce l'esigenza di interpretare in maniera più personale ed appassionata l'esperienza liturgica, soprattutto da parte di poeti e musici con il coinvolgimento della comunità di fede.

Questa creatività non sostituisce però i testi tramandati dal passato, che restano accolti con grande venerazione, ma li integra sulla misura delle singole comunità. È così che nascono i tropi, le sequenze e le historiae.
I tropi venivano raccolti in un libro liturgico chiamato Troparium. Un grande centro produttivo fu San Gallo di cui Tutilone (m. 913 o 915) sarebbe il leggendario inventore, benché papa Adriano II (867-872) già da tempo avesse autorizzato lo sviluppo di tale creatività; di là i canti si diffusero nell'area di lingua tedesca, in Italia e in Francia. Il tropario più antico conosciuto è il tropario di san Marziale, risalente al X secolo. Si ritiene che Amalario di Metz (morto verso l'850) sia stato il primo a usare la nozione di jubilus per indicare l'ampliamento (melismatico) ricco di note dell'Alleluia: «Questa jubilatio, che i cantori chiamano sequenza, ci pone davanti agli occhi quella figura, quando non sono necessarie parole»; le sequenze più arcaiche si presentano quindi come tropi di ampliamento melodico, finalizzati a renderne la linea più libera. Gli autori medioevali adoperarono il termine jubilus per indicare qualsiasi tipo di abbellimento melismatico del gregoriano.
I tropi, insieme alle historiae, sono stati banditi dalle celebrazioni dalla riforma di papa Pio V del 1570 dopo il concilio di Trento, mentre delle sequenze se ne sono conservate solo quattro per altrettanti particolari ricorrenze liturgiche (lo Stabat Mater fu ripristinato nel XVIII secolo):
- Victimae paschali laudes a Pasqua;
- Veni Sancte Spiritus a Pentecoste;
- Lauda Sion Salvatorem per il Corpus Domini;
- Dies irae, dies illa per la Messa dei defunti (non più presente nel Messale di Paolo VI ma presente nel breviario);
- Stabat Mater dolorosa per la festa della B.V. Addolorata, introdotto però nel messale solo nel 1727.

## La tropatura
Il procedimento di tropatura poteva avvenire in tre modalità:
1. interpolazione: l'inserimento di un testo nuovo ad un vocalizzo in alcuni punti delle melodie tradizionali, ridiventando canto sillabico. Questo sistema venne inventato come espediente per far fronte alle difficoltà di memorizzazione delle lunghe e complesse sezioni melismatiche prive di testo. Vi è una lettera del monaco Notker Balbulus di S. Gallo, scritta al vescovo di Vercelli, Liutwardo, che parla di un monaco fuggito da Jumièges dopo il saccheggio normanno con un libro di canti con questo sistema.
2. doppia interpolazione: oltre l'inserimento di un nuovo testo anche la melodia di versetti interpolati, mettendo tra due versi vecchi uno nuovo; oppure, aggiungendo versi chiamati "tropi d'inquadramento" (che ad esempio potevano avere funzione di cornice letteraria).
3. tropi di sostituzione: l'inserimento in un brano di un nuovo testo con una nuova musica, a volte in lingua locale.

Vi è anche l'inserimento di semplici vocalizzi in alcuni punti delle melodie tradizionali. In questo caso i tropi erano puramente musicali.
Esistono tropi:
- di introduzione (cantati come premessa ai brani liturgici)
- di conclusione (cantati alla fine di un brano)
- intercalari (che si inseriscono tra le strofe o negli intercalari di un brano)

Il successo dei tropi lo si verifica nella loro applicazione: praticamente tutti i canti della messa, sia del proprium che dell'ordinarium come quelli dell'officium, sono stati tropati. Attualmente le messe raccolte nel Kiriale dei moderni libri del Graduale vengono chiamate con l'incipit dei tropi presenti nel Kyrie che li compongono, per esempio Missa de angelis o Missa rector cosmi pie etc.
Il tropo, dal greco trópos, der. di trépein 'volgere', oltre a essere un componimento o canto religioso è anche una figura retorica, un traslato; o ancora, in filosofia, un argomento con cui gli scettici antichi tendevano a dimostrare la non conoscibilità del vero. Maurizo Dardano, nel suo Nuovissimo Dizionario, cita i dieci tropi della sospensione dell'assenso del filosofo Pirrone da Elide.
Dagli idiomeli di Andrea di Creta si possono trovare tropari con melodia propria.